# George Ledyard Stebbins
Pour les articles homonymes, voir Stebbins.
George Ledyard Stebbins est un généticien et un botaniste américain, né le 6 janvier 1906 à Lawrence dans l'État de New York et mort le 19 janvier 2000 à Davis en Californie.

## Biographie
Il est le fils de George Ledyard Stebbins et d’Edith Alden née Candler. Il obtient son Bachelor of Arts en 1928 à Harvard, son Master of Arts en 1929 et son Ph. D. en 1931. Il se marie le 14 juin 1931 avec Margaret Chamberlaine, union dont il aura quatre enfants.
Stebbins est d’abord instructeur à l’université Colgate de 1931 à 1935, puis à l’université de Berkeley de 1935 à 1950 et où il enseigne la génétique de 1947 à 1950. Il part ensuite à l’Université Davis de Californie. Il y dirigera le département de génétique de 1957 à 1963 et où il finira comme professeur émérite. Après son divorce, il se remarie le 20 juillet 1958 avec Barbara Brumley.
Membre de la National Academy of Sciences, de la Botanical Society of America, de l’International Union of Biological Sciences (dont il est secrétaire général de 1959 à 1964) et de nombreuses autres sociétés savantes. Il reçoit en 1973 la médaille linnéenne. Stebbins est devenu membre étranger de la Royal Society le 13 mai 1999.
Stebbins est notamment l’auteur de :
- avec Clarence Whitford Young (1902-???), The Human Organism and the World of Life (1938) ;
- Variation and Evolution in Plants (1950) ;
- Processes of organisc Evolution (1966) ainsi que de nombreuses autres publications sur les mécanismes génétiques d’évolution des végétaux, d’études sur les chromosomes des plantes ainsi que l’écologie végétale de la Californie.

## Source
- Notice nécrologique de Ellen Dean parue dans Plant Science Bulletin, 46 (1) - Spring 2000 (en anglais)
- Allen G. Debus (dir.) (1968). World Who’s Who in Science. A Biographical Dictionary of Notable Scientists from Antiquity to the Present. Marquis-Who’s Who (Chicago) : xvi + 1855 p.